# Набельское
Набельское (укр. Набільське) — село в Козелецком районе Черниговской области Украины. Население 84 человека. Занимает площадь 0,382 км².
Код КОАТУУ: 7422080705. Почтовый индекс: 17045. Телефонный код: +380 4646.

## Власть
Орган местного самоуправления — Беликовский сельский совет. Почтовый адрес: 17044, Черниговская обл., Козелецкий р-н, с. Белики, ул. 70-летия Октября, 2.